# Akmačići (Serbia)
Akmačići (cyr. Акмачићи) – wieś w Serbii, w okręgu zlatiborskim, w gminie Nova Varoš. W 2011 roku liczyła 340 mieszkańców.